# Dasypolia serrata
Dasypolia serrata là một loài bướm đêm trong họ Noctuidae.